# 上海航空

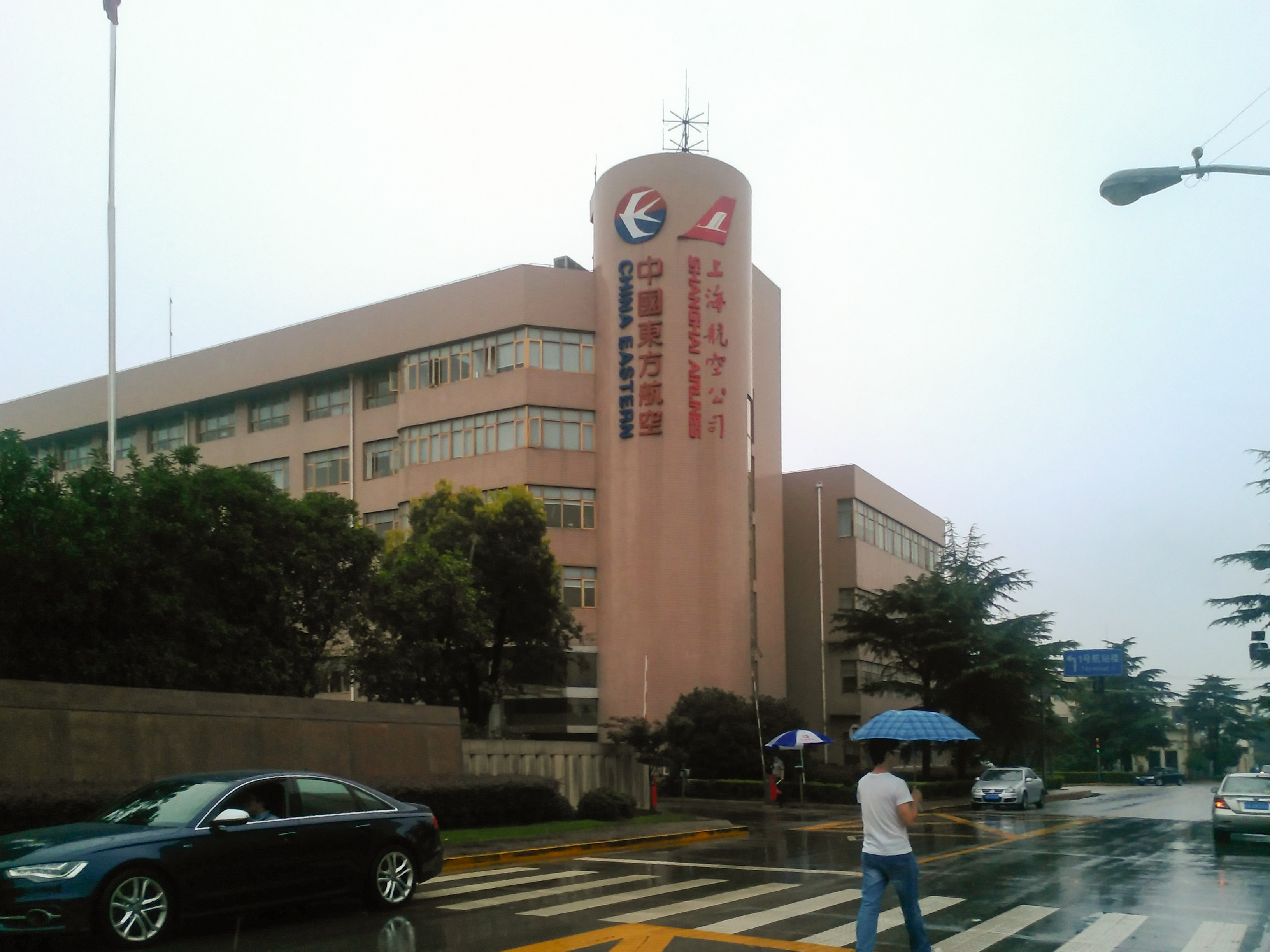
中国東方航空と上海航空の本社

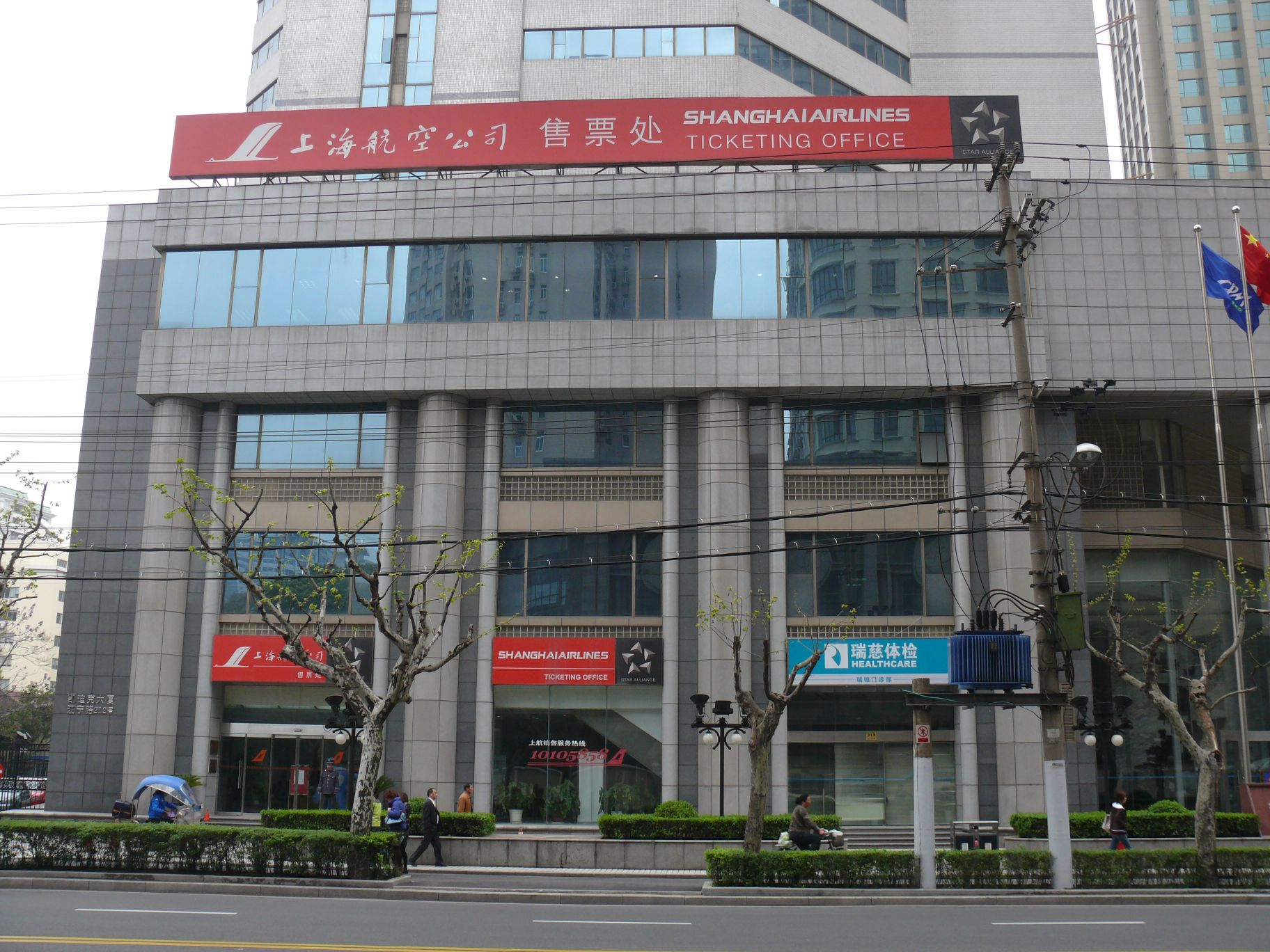
旧上海航空の本社

上海航空（シャンハイこうくう、英文表記: Shanghai Airlines）は中華人民共和国上海市に本社を置く航空会社である。正式名称は上海航空股分有限公司、略称は上航。中国東方航空の子会社。

## 概要
中国民航 (CAAC) の流れを汲まない航空会社で、複数から出資された中国初の民間航空会社。企業理念は「安全第一、顧客優先、高品質のサービス、優れた順応性」。上海虹橋国際空港、上海浦東国際空港をハブ空港としている。
優れた中国企業上位500社、顧客満足企業、全国の民用航空顧客満足度の優良品質賞、上海市品質金メダル賞企業などを受賞しており、7年連続上海市文明企業の呼び名を獲得している。
上海航空のロゴマークは順調に翼を広げて自由に飛ぶことを象徴しており、上海航空の「SAL」という略称も鶴の翼と首の柔らかい曲線が「S」、頭が「A」、翼としっぽが「L」として表されている。外形は上海の「上」という字を呈し、尾翼のデザインは、吉兆を呼び込むとされる白鶴が大空を舞う姿をあらわしている。鶴をロゴマークにしたのは、会社が万事順調に成長し、絶えず前に向かって大胆に進むことを願っているためである。
2007年よりスターアライアンスに加盟しており、2010年に親会社となった中国東方航空が2011年にスカイチームに加盟する事が決定した。2010年10月31日をもって、スターアライアンスを脱退し、翌11月1日に中国東方航空としてスカイチームへの加盟予定であると公表され、2011年6月21日に北京で行われた式典で同社とともにスカイチームに加盟した。
海外の支店を中国東方航空と統合するなど、合併へ向けての準備が進められていたが、2010年1月28日に統合が完了した。
ANAとは、2003年5月より乗り継ぎのサービスを、2004年9月1日よりANA運航の成田・関西-浦東、羽田-関西と上海航空運航の上海浦東-関西・深圳・広州、2007年9月29日よりANAおよび上海航空運航の羽田-虹橋でコードシェアを行うなど提携が行われていたが、上海航空のスターアライアンス脱退にともない脱退日の2010年10月31日をもって打ち切られた。

## 沿革
- 1985年12月30日、中華人民共和国で初となる、民航に由来しない航空会社上海航空公司として発足した。資本金は8380万人民元、当初の保有機体はボーイング707型機5機のみであった。
- 1989年、機体の老朽化により、1年後には飛行出来る機体がなくなる恐れが出てくる。
- 1989年、最新鋭のボーイング757を購入する事が決定する。
- 1997年、国際線の運航を開始。
- 2000年11月1日、中国民用航空総局と上海市政府より、株式会社に組織改編する事が認可される。
- 2001年4月30日、武漢航空、山東航空、四川航空、深圳航空、中国貨運郵政航空とともに、中天航空企業グループを設立する事に合意。更に、中国国際航空、中国南方航空との提携にも合意。
- 2002年9月16日、上海証券取引所に上場し、株式会社となった。
- 2002年10月11日、上海航空股份有限公司が成立する。
- 2005年5月25日、中国航空機器材輸出入集団公司とともに、2002年に営業を停止した中国聯合航空に出資し、同社を再編させる。
- 2006年、貨物子会社が設立された。
- 2007年12月12日、中国国際航空とともに、航空連合「スターアライアンス」に加盟。
- 2009年6月11日、同じ上海を拠点にする中国東方航空と経営統合すると報道される[7]。
- 2010年2月8日、中国東方航空と合併を完了したと発表[8][9]。
- 2010年4月16日、親会社の中国東方航空がスカイチーム加盟へ調印[10]、2011年に加盟する予定となったことを受け、2010年10月31日、スターアライアンスを脱退し、2011年6月21日、中国東方航空の子会社としてスカイチームに加盟[11]。
- 2025年1月19日 : 上海/浦東-マルセイユ-カサブランカ( モロッコ)線の運航を開始し、アフリカに初就航した[12]。

## 就航都市
| 中国国内 | 中国国内                                      |
| --- | --------------------------------------------- |
| 上海/浦東、上海/虹橋、北京/大興、海口 、 重慶/江北、ウルムチ、厦門、西安、三亜、鄭州、長春、成都/天府、呼和浩特 、広州、杭州、ハルビン、蘭州、大連、福州、武漢、深圳、長沙、井岡山、南寧、貴陽 、西寧、銀川、温州、瀋陽、万州、天津、寧波、桂林、張家界、汕頭、珠海、湛江、梧州、牡丹江、臨沂、昆明、威海、綿陽、包頭、宜昌、唐山、北戴河、衡陽、日照、十堰、忻州、太原、南昌、鶏西、丹東、ハイラル、景洪、煙台、青島、舟山、東勝、運城、淮安、瓊海、南京、鞍山 |                                               |
| 国際線 |                                               |
| アジア |                                               |
| 日本 | 東京/羽田、大阪/関西、名古屋/中部、富山、福岡 |
| 韓国 | ソウル/仁川、ソウル/金浦、釜山                |
| 台湾 | 台北/松山                                     |
| 香港 | 香港                                          |
| マカオ | マカオ                                        |
| タイ | プーケット、バンコク/スワンナプーム           |
| マレーシア | クアラルンプール、コタキナバル、ペナン        |
| ヨーロッパ |                                               |
| フランス | マルセイユ                                    |
| ハンガリー | ブダペスト                                    |
| アフリカ |                                               |
| モロッコ | カサブランカ                                  |

## 日本との関係

### 日本への運航便
| 便名      | 路線      | 路線      | 機材              | コードシェア |
| --------- | --------- | --------- | ----------------- | ------------ |
| FM815/816 | 上海/虹橋 | 東京/羽田 | ボーイング787-9   | JL、MU       |
| FM895/896 | 上海/浦東 | 東京/羽田 | ボーイング787-9   | JL、MU       |
| FM821/822 | 上海/浦東 | 大阪/関西 | ボーイング737-800 | JL、MU       |
| FM873/874 | 上海/浦東 | 大阪/関西 | ボーイング737-800 | JL、MU       |
| FM889/890 | 上海/浦東 | 中部      | ボーイング737-800 | JL、MU       |
| FM831/838 | 上海/浦東 | 福岡      | ボーイング737-800 | MU           |
| FM825/826 | 上海/浦東 | 富山      | ボーイング737-700 | JL、MU       |

コードシェア
- JL-日本航空
- MU-中国東方航空

### 日本との歴史
- 2003年3月30日、大阪/関西線を開設。
- 2005年、富山-上海/浦東線就航[13]。
- 2007年、羽田空港に就航。当時は定期チャーター便として運航されていた。
- 2012年7月1日から、関空-上海/浦東線を延伸し、鄭州へ就航[14]。
- 2015年8月5日から、羽田-上海/浦東線に就航[15]。
- 2019年4月9日より、名古屋-広州線に就航[16]。
- 2019年12月27日から、名古屋-温州線に就航[17]。
- 2019年12月29日から、静岡-温州線に就航[18]。
- 2020年から、新型コロナウイルスのため、全便を運休。
- 2023年8月8日から、富山-上海/浦東線の運航を再開[19]。
- 2023年8月16日より、東京/羽田-上海/虹橋線の運航を再開[20]。
- 2023年10月29日より、東京/羽田-上海/浦東線の運航を再開。
- 2023年12月1日より、名古屋/中部-上海/浦東線の運航を再開[21]。
- 2023年12月28日から、福岡-上海/浦東線に新規就航[22]。
- 2024年1月1日より、大阪/関西-上海/浦東の運航を再開[23]。
- 2025年4月20日より、福岡-上海/浦東線の運航を再開。

## コードシェア
- 中国東方航空
- 中国聯合航空
- 四川航空
- 大韓航空

## 使用機材

### 運航機材
2025年2月現在、上海航空の機材は以下の通りである。
| 機材              | 運用機数 | 発注機数 | 座席数  | 座席数  | 座席数  | 座席数  | 座席数  | 備考                          |
| 機材              | 運用機数 | 発注機数 | F       | B       | PY      | Y       | Total   | 備考                          |
| ----------------- | -------- | -------- | ------- | ------- | ------- | ------- | ------- | ----------------------------- |
| ボーイング737-700 | 4        | -        | –       | 8       | –       | 132     | 140     |                               |
| ボーイング737-800 | 59       | -        | –       | 8       | –       | 156     | 164     | うち1機は「吉安市」特別塗装機 |
| ボーイング737MAX8 | 27       | -        | –       | 8       | –       | 168     | 176     |                               |
| ボーイング787-9   | 9        | -        | 4       | 26      | 28      | 227     | 285     |                               |
| COMAC C909        | –        | 5        | No Data | No Data | No Data | No Data | No Data |                               |
| 計                | 89       | 5        |         |         |         |         |         |                               |

なお、同社が発注したボーイング社製航空機のカスタマーコード（顧客番号）は6Dで、航空機の形式名は737-76D、737-86D などと表記される。

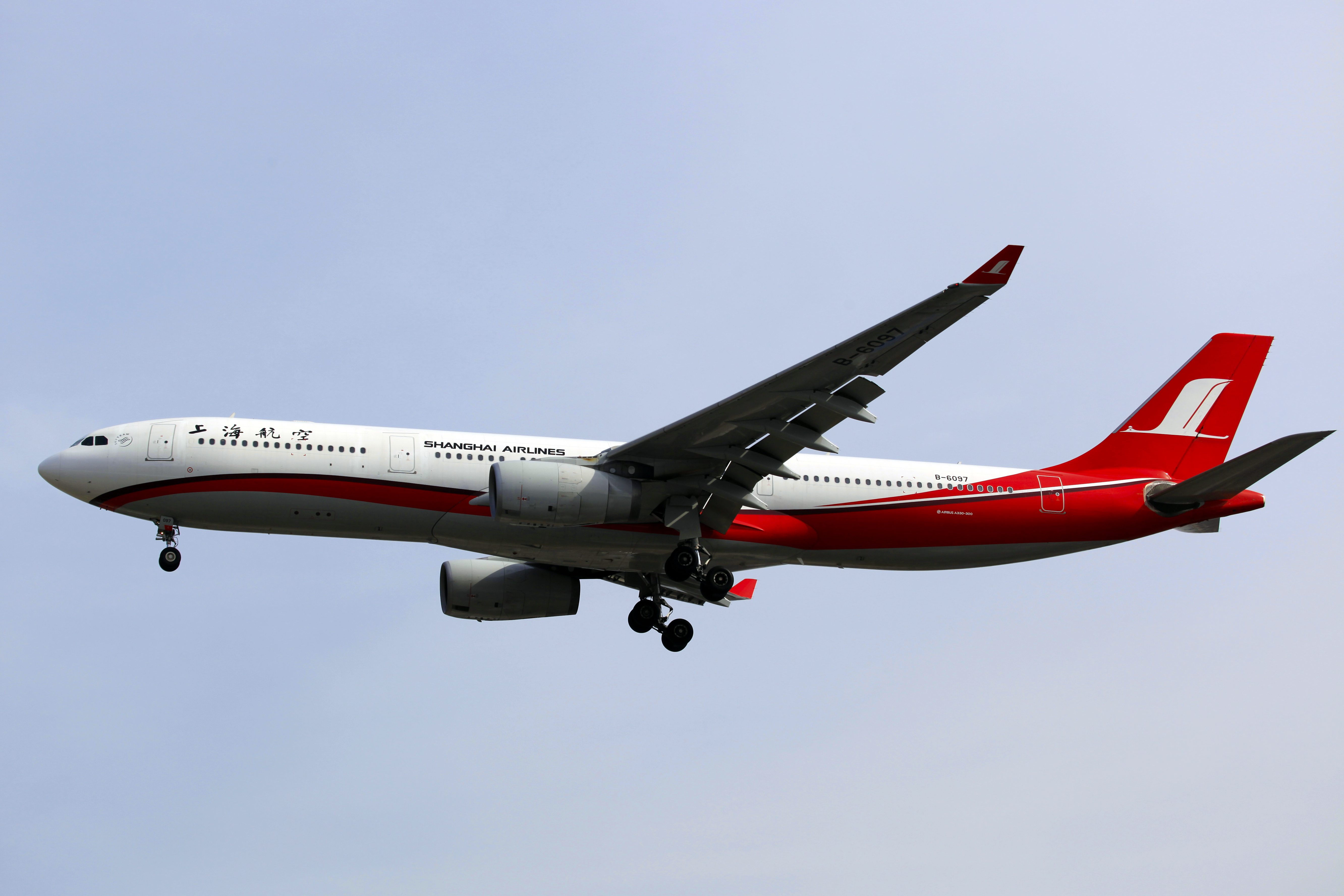
エアバスA330-300
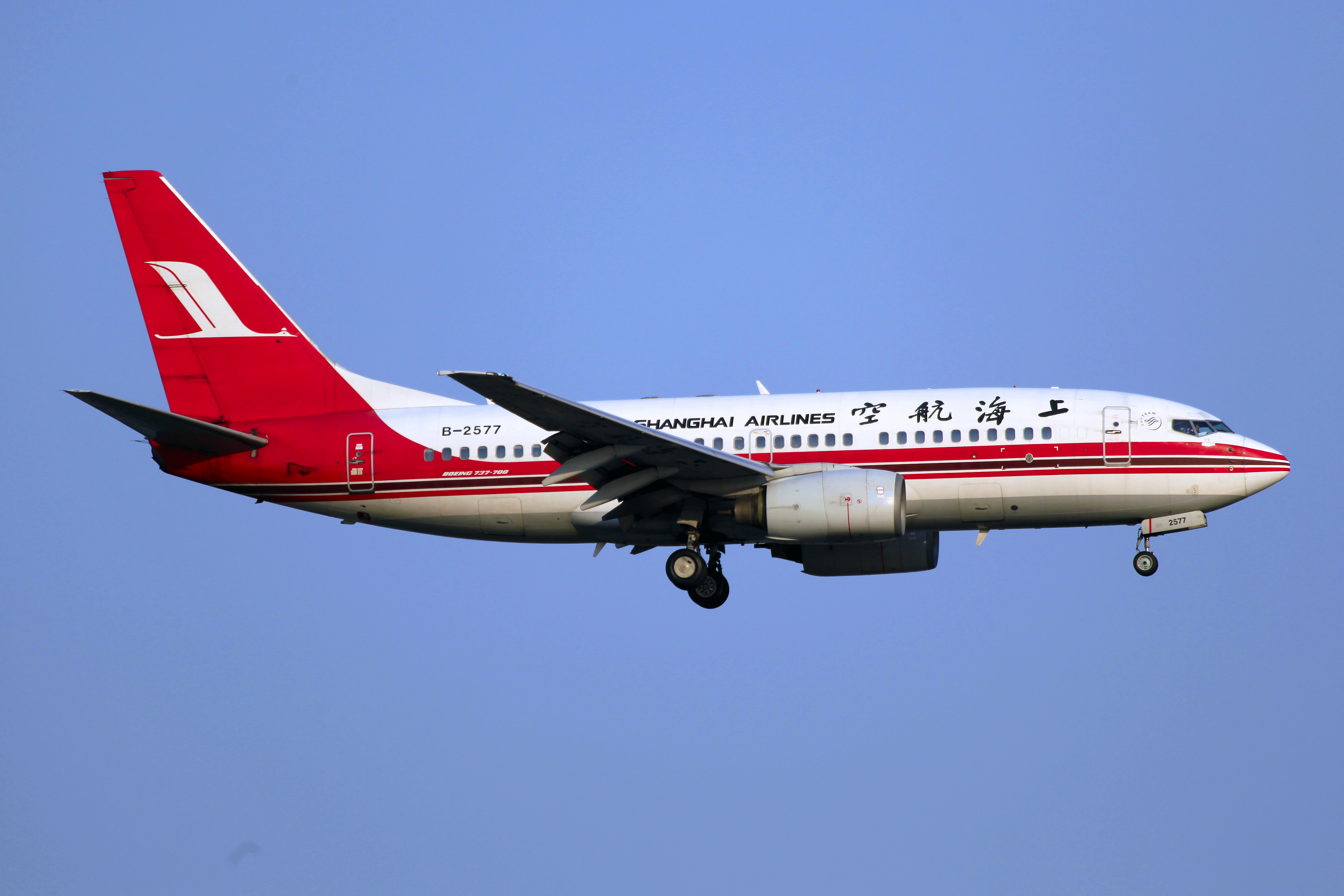
ボーイング737-700
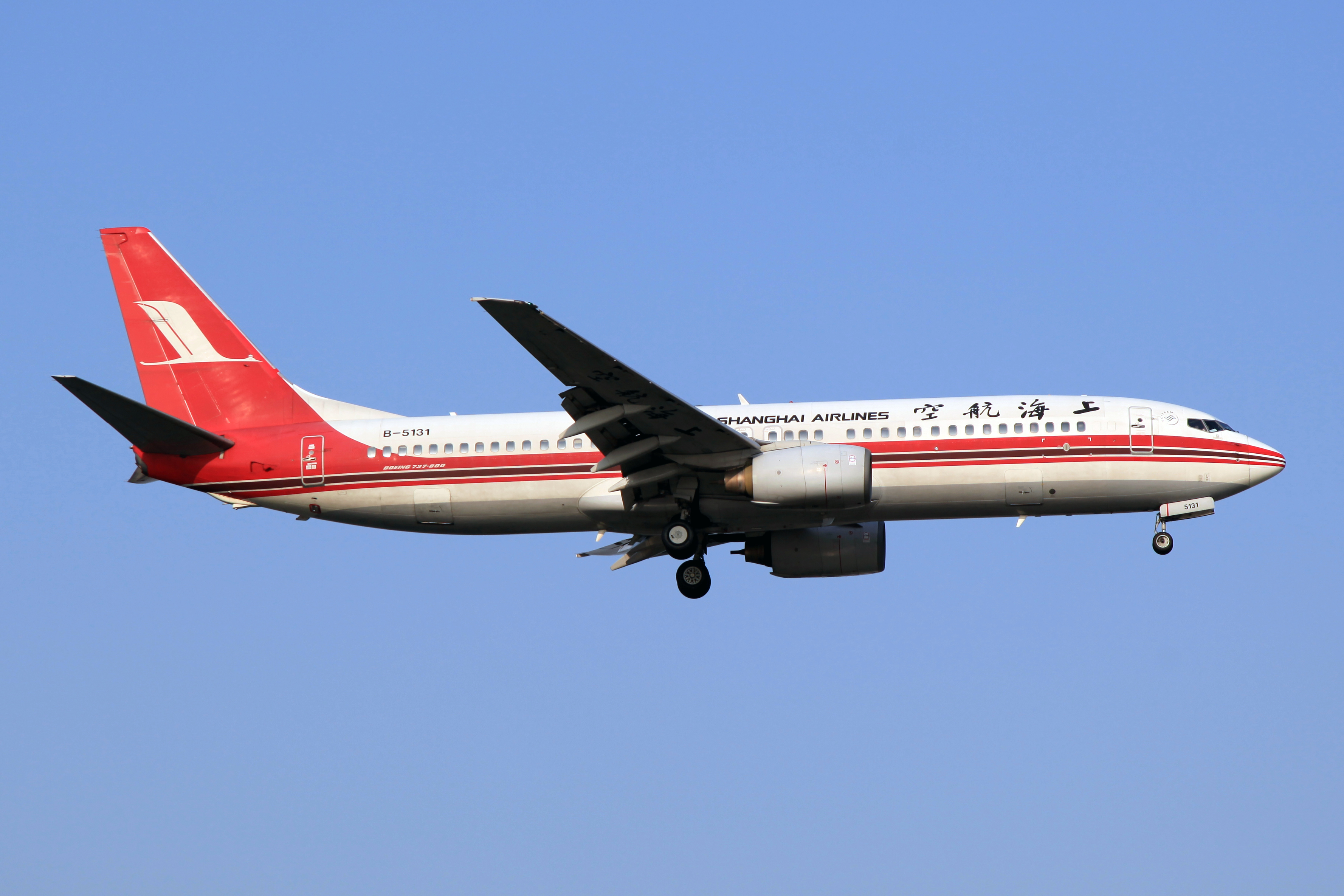
ボーイング737-800
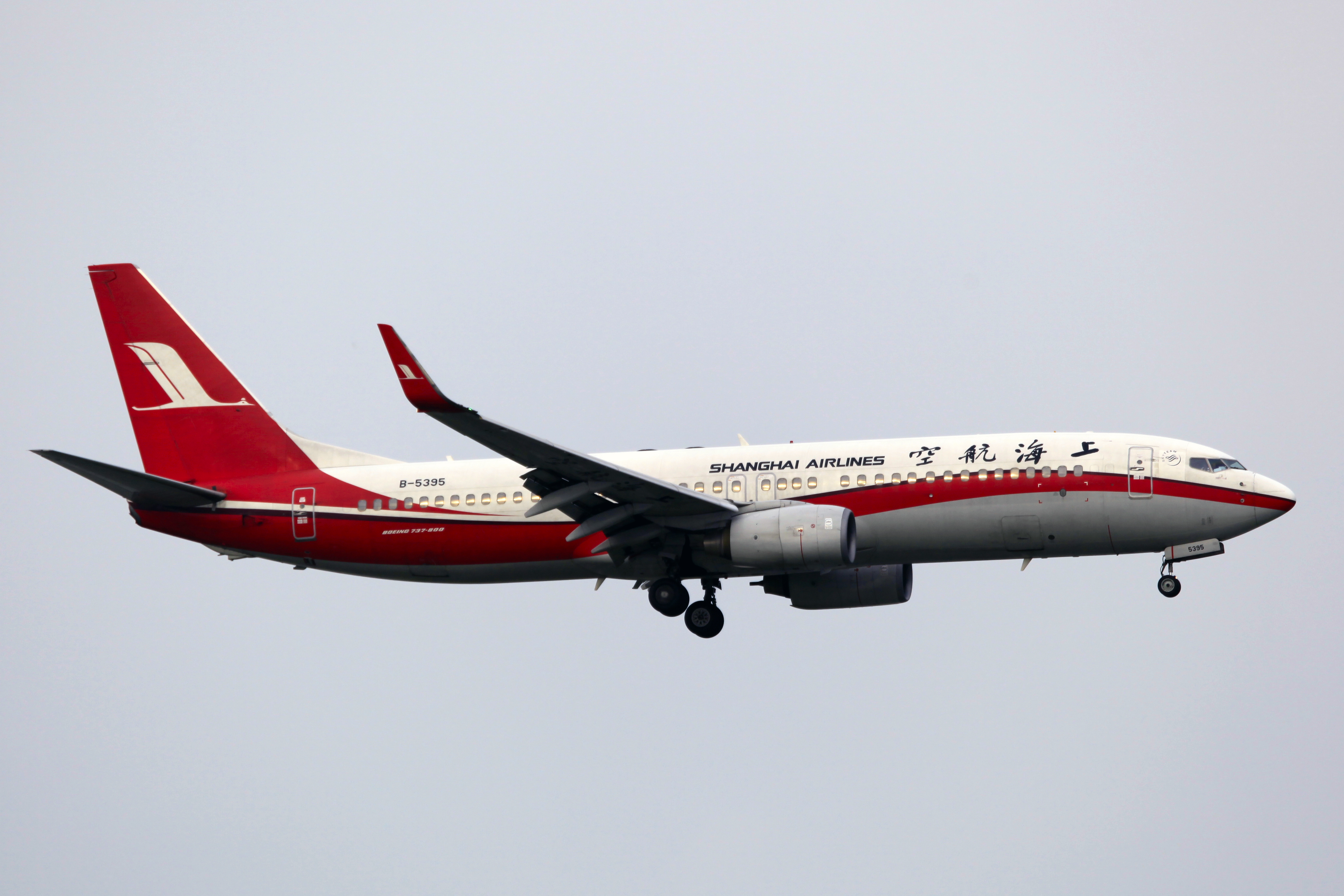
ボーイング737-800（WL装着機）

### 退役済機材一覧

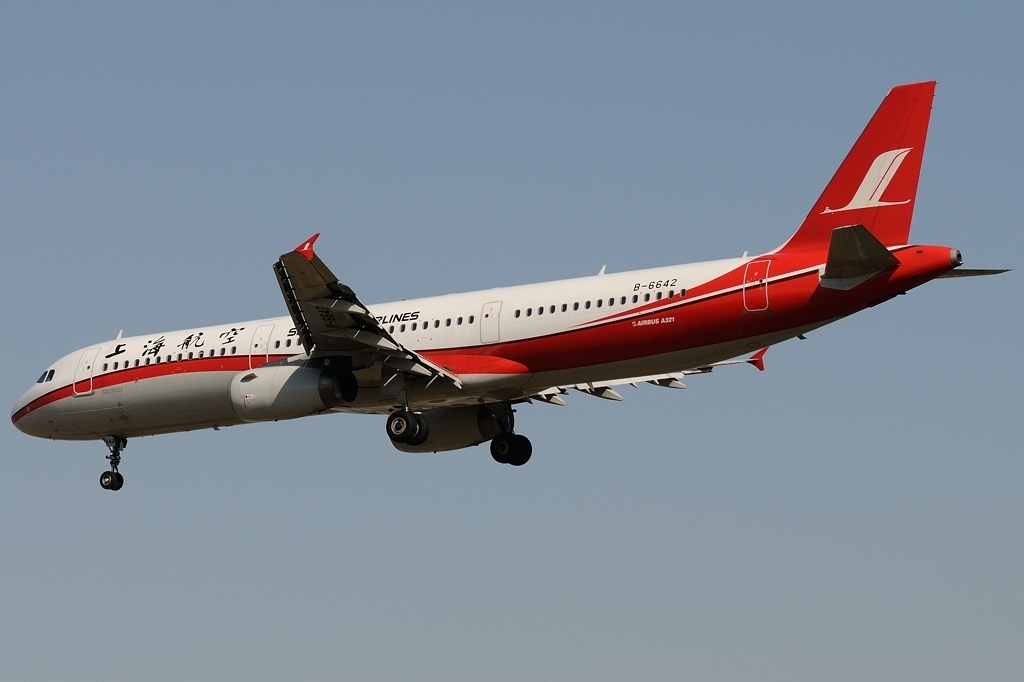
エアバスA321-200
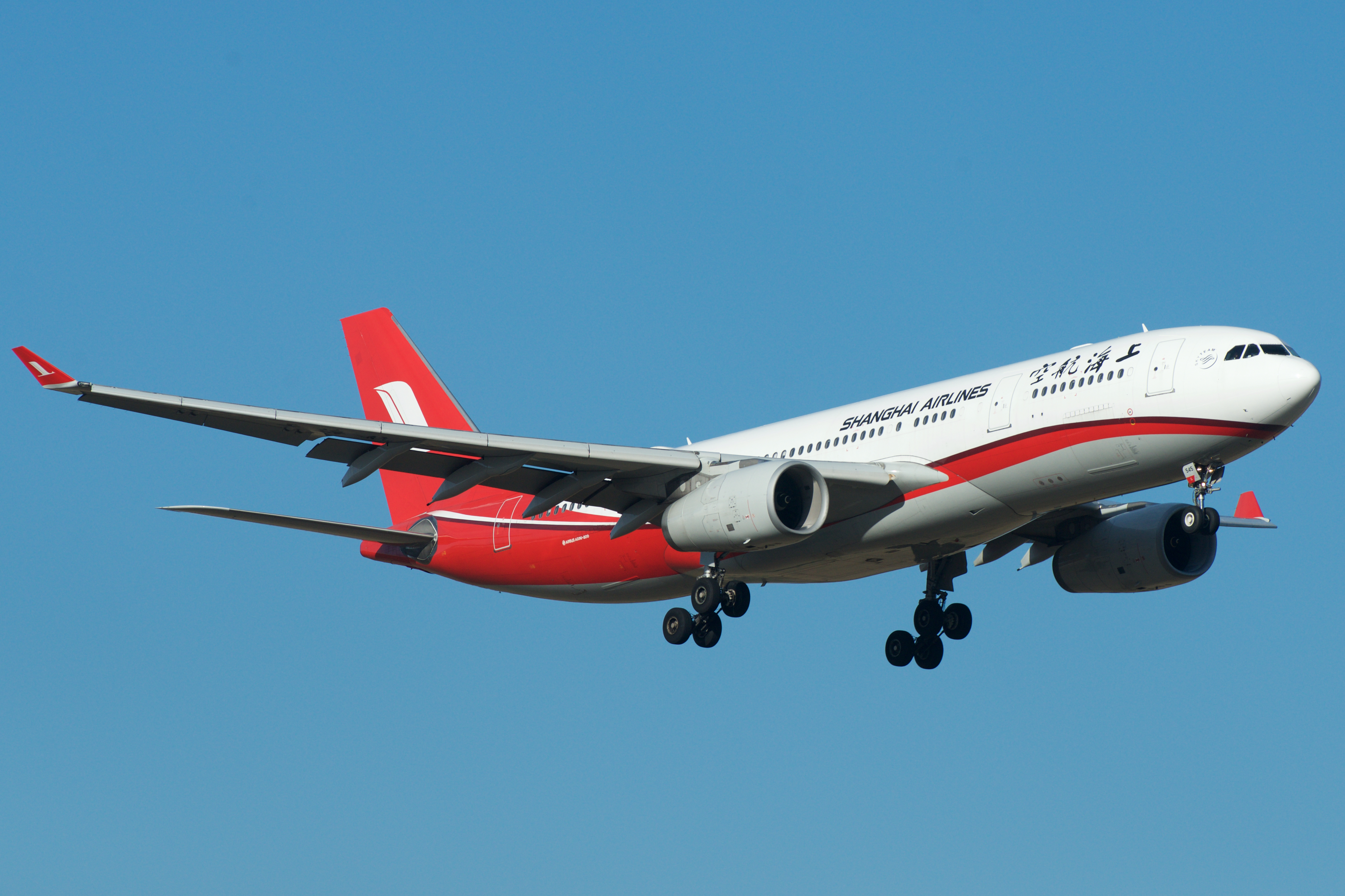
エアバスA330-200
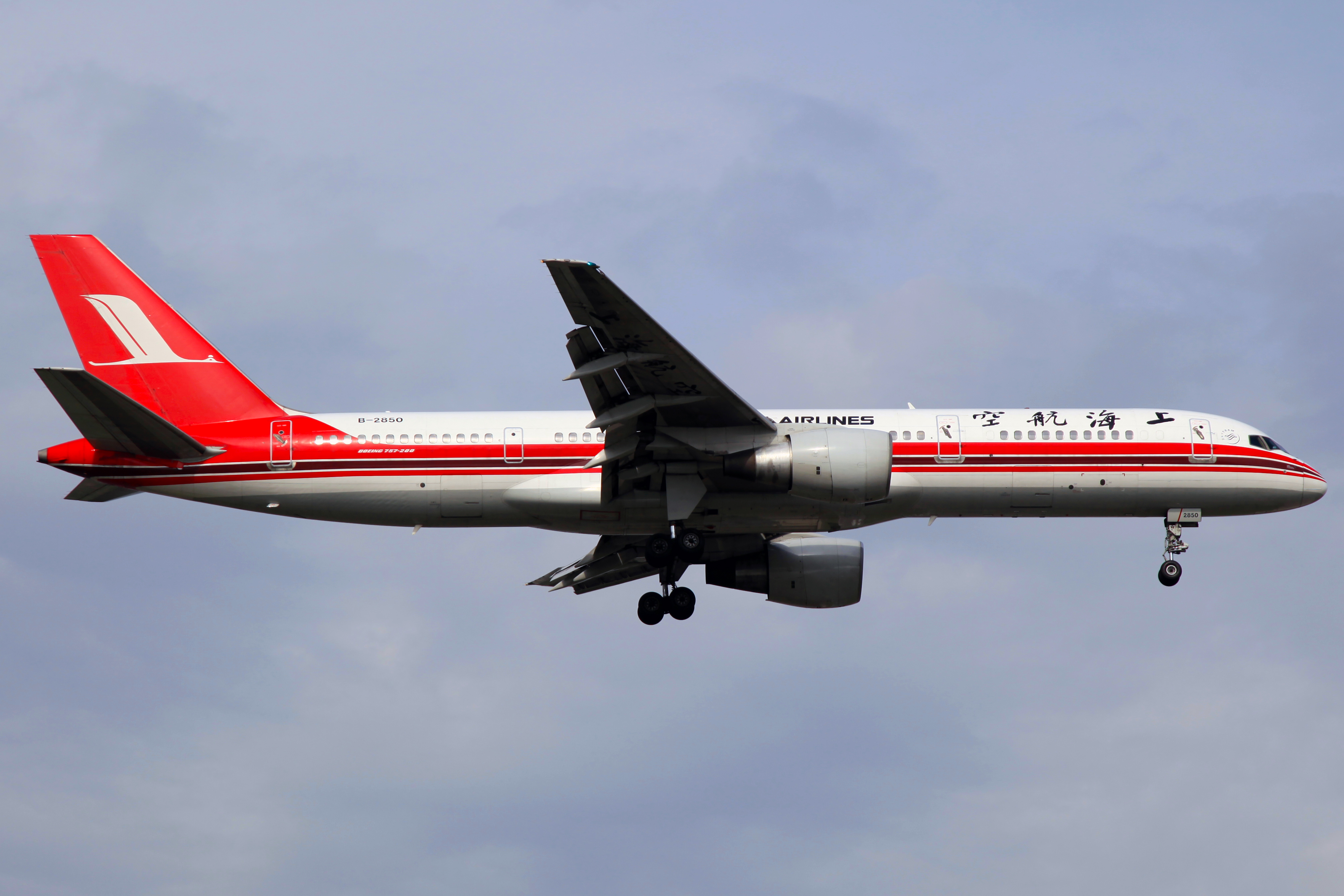
ボーイング737-300
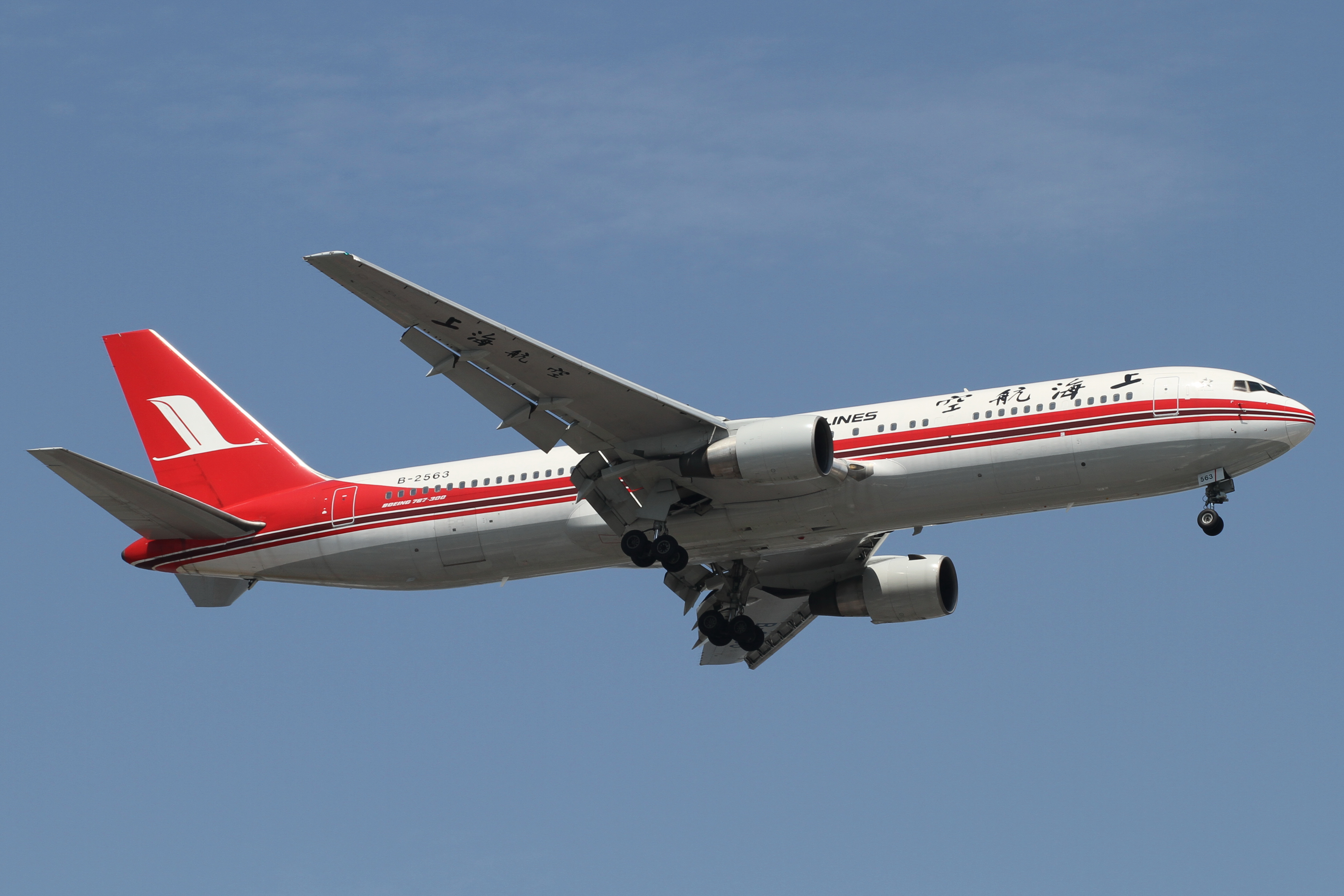
ボーイング757-200
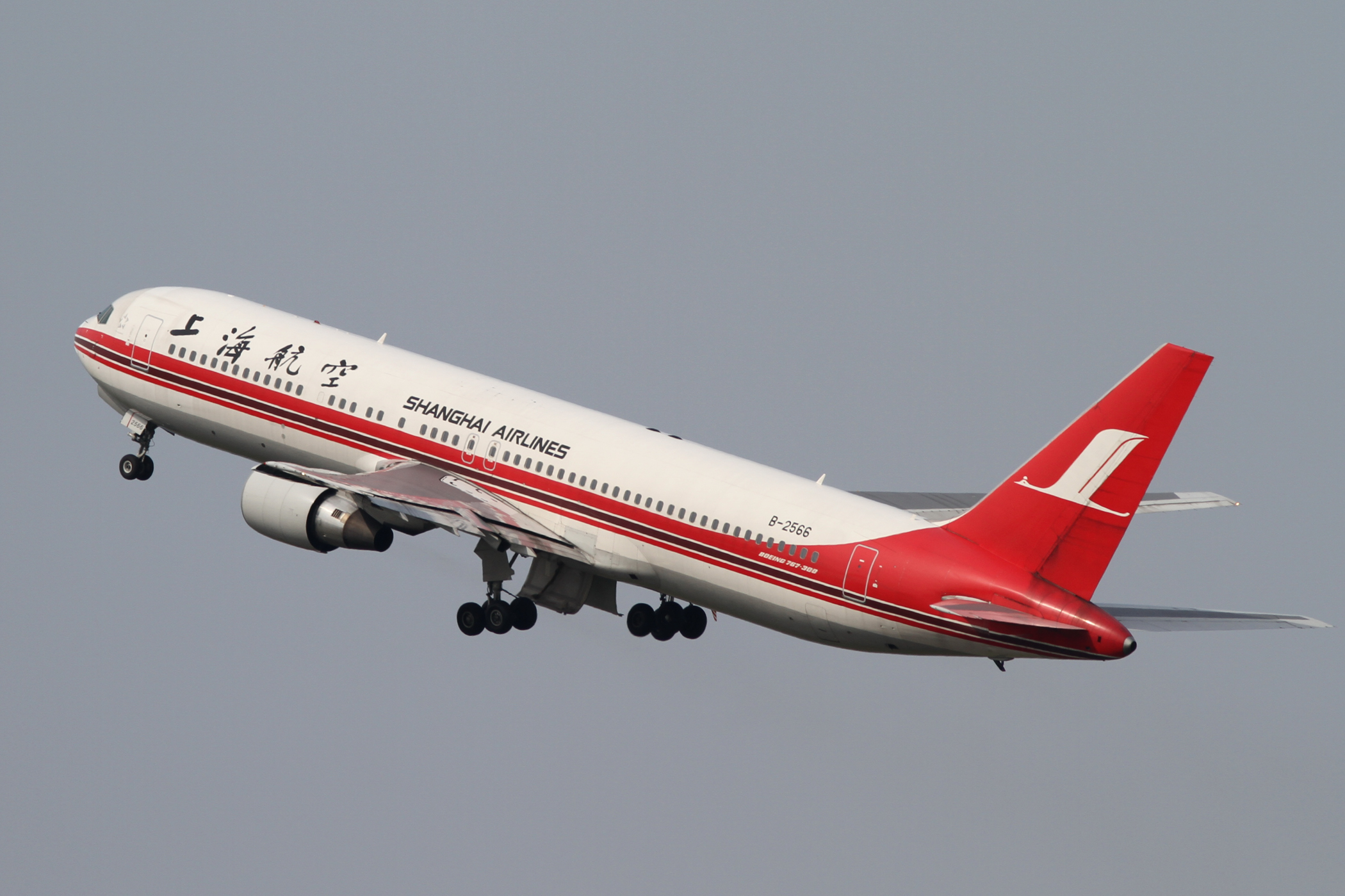
ボーイング767-300/-300ER
- マクドネル・ダグラスMD-11
- ボンバルディアCRJ-200

- エアバスA321-200
- エアバスA330-200
- ボーイング757-200
- ボーイング767-300
- ボーイング767-300ER